# Merle de montagne
Turdus plebejus
Espèce
Statut de conservation UICN

 LC  : Préoccupation mineure
Le Merle de montagne (Turdus plebejus) est une espèce de passereaux appartenant à la famille des Turdidae.

## Habitats et répartition
Son aire s'étend des hauts plateaux du sud du Mexique aux montagnes de l'ouest du Panama.

## Sous-espèces
D'après le Congrès ornithologique international, cette espèce est constituée des trois sous-espèces suivantes :
- Turdus plebejus plebejus
- Turdus plebejus differens
- Turdus plebejus rafaelensis